# Meinertomyia inaequipalpis
Meinertomyia inaequipalpis är en tvåvingeart som först beskrevs av Mani 1935.  Meinertomyia inaequipalpis ingår i släktet Meinertomyia och familjen gallmyggor. Inga underarter finns listade i Catalogue of Life.